# Лида Баарова
Лида Баарова (чеш. Lída Baarová, настоящее имя Людмила Бабкова (чеш. Ludmila Babková), 14 сентября 1914, Прага — 27 октября 2000, Зальцбург) — чешская актриса, звезда предвоенного немецкого кинематографа и любовница Йозефа Геббельса.

## Биография
Мать Лиды Бааровой была театральной актрисой. Актрисой стала и младшая сестра Лиды Бааровой — Зорка Яну (1921—1946).
Лида Баарова обучалась актёрскому мастерству в Пражской консерватории. В 17 лет она уже играла в Чешском национальном театре в Праге и получила первую роль в кино. Баарова также записала несколько пластинок. Немецкие кинопродюсеры увидели в ней экзотическую женщину-вамп, и в 1934 г. Лида Баарова получила приглашение от киностудии «Ufa» и переехала в Германию.

### Дорога к славе
В том же году в павильонах киностудии Лида Баарова была представлена Адольфу Гитлеру, на которого молодая чешская актриса произвела неизгладимое впечатление, напомнив о трагически погибшей Ангелике Раубаль. Гитлер несколько раз приглашал Баарову на чаепития в рейхсканцелярию.
В 1935 г. Баарова снялась в фильме «Баркарола», имевшем оглушительный успех. На съёмках этого фильма она познакомилась с актёром Густавом Фрёлихом, с которым её связали в дальнейшем близкие отношения. За «Баркаролой» последовали другие успешные работы в кино и театральные роли. На Баарову обратили внимание и в Голливуде, но она отказалась от семилетнего контракта, предложенного ей в 1937 г. киностудией «MGM», сомневаясь, что сможет добиться успеха за океаном. Об этом своём решении она впоследствии пожалела, заметив своему биографу, что она могла бы быть знаменитой, как Марлен Дитрих. В немецком кино Лида Баарова с её лёгким иностранным акцентом, придававшим ей налёт иноземности, воплощала образы исключительно привлекательных женщин, милых и робких, единственной мечтой которых было выйти замуж за любимого мужчину.
Соседями Бааровой и Фрёлиха в фешенебельном пригороде Берлина Шваненвердер была идеальная немецкая семья Геббельсов. Знакомство с Йозефом Геббельсом после нескольких месяцев настойчивого ухаживания со стороны рейхсминистра пропаганды переросло в страстный роман, продлившийся более года и ставший достоянием общественности. Ради Лиды Бааровой Геббельс даже был готов развестись с женой. Магда Геббельс всячески пыталась спасти семью и, по словам Лиды Бааровой, даже встречалась с ней, чтобы предложить компромиссное решение для сложившейся ситуации и поделить мужа, но не нашла поддержки.
В конце концов в любовный треугольник по просьбе Магды Геббельс вмешался фюрер. Гитлер был крёстным отцом детей Геббельса, и его симпатии были на стороне Магды. Геббельс попросил у Гитлера отставку, чтобы, разведясь с Магдой, уехать со своей Лидушкой за границу. Гитлер отставку не принял и запретил Геббельсу видеться с Бааровой. 15 октября 1938 года Геббельс предпринял попытку самоубийства.
Бааровой было запрещено сниматься в кино, была организована её травля. Фильм 1938 г. «Прусская любовная история» с участием Лиды Бааровой был запрещён к показу и появился на экранах Западной Германии только в 1950 г. под названием «Любовная легенда».
Баарова вернулась в Чехословакию, а в 1941 г. переехала в Италию, но так и не смогла достойно вернуться в кино. После высадки англо-американских войск в Италии и начала там боевых действий, Баарова бежала от войны в родную Прагу, где у неё завязались отношения со старым знакомым, актёром Хансом Альберсом. В апреле 1945 года по дороге в Германию к Хансу Альберсу Лида Баарова была задержана американцами, отправлена в тюрьму, а затем экстрадирована в Чехословакию.

### Послевоенные годы
На родине Бааровой мог грозить смертный приговор за активное сотрудничество и работу при нацистском режиме, но на судебном процессе она смогла объяснить, что работала в Германии лишь до начала войны, и получила только срок тюремного заключения. Судебные преследования дорого обошлись Бааровой: во время следствия умерла её мать, а младшая сестра Зорка Яну покончила жизнь самоубийством.
В тюрьме Баарову часто посещал её поклонник Ян Копецкий (чеш. Jan Kopecky), который сумел добиться освобождения актрисы благодаря родственным связям в послевоенном правительстве Чехословакии — его дядя Вацлав Копецкий был министром информации, главным идеологом КПЧ и ближайшим сподвижником Готвальда. Баарова и Копецкий поженились в 1949 г., некоторое время работали вместе в созданном ими передвижном театре марионеток, а позднее бежали в Австрию. Копецкий эмигрировал оттуда в Аргентину, а Лида Баарова осталась на лечении в санатории шведского доктора Курта Лундвалла (швед. Kurt Lundwall).
В 1956 г. она разошлась с Яном Копецким, а в 1958 г. вышла замуж за Лундвалла, с которым счастливо прожила до самой смерти мужа в 1980 г. Последние двадцать лет жизни Лида Баарова провела в забвении и нищете в Зальцбурге.
В 1995 г. актриса опубликовала мемуары под названием «Сладкая горечь моей жизни», где рассказала о жизни высших эшелонов власти в нацистской Германии и признала свой роман с Геббельсом, который до этого она отрицала всю жизнь.
Лида Баарова скончалась в своей зальцбургской квартире в возрасте 86 лет. Сначала была похоронена на муниципальном кладбище в Зальцбурге, затем 9 января 2001 года была перезахоронена при крематории Страшнице в Праге. Её урна находится в семейной могиле в Праге-Страшнице.

## Избранная фильмография
- 1931 Карьера Павла Камрди / Kariéra Pavla Camrdy
- 1932 Лёличек на службе у Шерлока Холмса
- 1934 Мужчина нарасхват / Pán na roztrhání
- 1934 Искушение госпожи Антонии / Pokušení paní Antonie
- 1934 Гранд отель Невада / Grandhotel Nevada
- 1935 Баркарола / Barcarole
- 1935 Лейтенант Бобби, сорвиголова / Leutnant Bobby, der Teufelskerl
- 1935 Один лишний на борту / Einer zuviel an Bord
- 1936 Час искушения / Die Stunde der Versuchung
- 1936 Предатели / Verräter
- 1936 Принцесса комедиантов / Komediantská Princezna
- 1936 Портниха / Svadlenka
- 1937 Люди на льдине / Lidé na kře
- 1937 Девственность / Panenství
- 1937 Патриоты / Patrioten
- 1937 Летучая мышь / Die Fledermaus
- 1938 Игрок / Der Spieler
- 1938 Прусская любовная история / Preußische Liebesgeschichte в роли Элизы Радзивилл
- 1939 Девушка в голубом / Dívka v modrém
- 1939 Горячее лето / Ohnivé léto
- 1940 Тихими ночами / Za tichých nocí
- 1940 Любовница в маске / Maskovana milenka
- 1941 Турбина / Turbina
- 1953 Маменькины сынки / I Vitelloni (реж. Федерико Феллини)

#### Фильмы о Лиде Бааровой
- 20 января 2016 в Праге состоялась премьера биографическoгo художественнoгo фильма чешского режиссёра Филипа Ренча «Любовница дьявола». Главные роли исполнили словацкая и чешская актрисы Таня Паугофова (Лида в молодости) и Здена Прохазкова (Лида в послевоенное время); Геббельса сыграл австриец Карл Маркович, роль актёра Густава Фрёлиха, с которым Баарову связывали близкие отношения, исполнил Гедеон Буркхардт.
- «Фюрер и растлитель[нем.]» (Германия, 2024), режиссёр Йоахим Ланг, в роли Бааровой Катя Феллин[нем.]